# No More Heroes III
No More Heroes III es un videojuego de acción y aventura de hack and slash desarrollado y publicado por Grasshopper Manufacture para Nintendo Switch, PlayStation 4, PlayStation 5, Xbox One, y Xbox Series X/S. Es la cuarta entrega de la franquicia y la tercera entrada de la serie principal No More Heroes. Tras una pausa de 11 años desde la última entrada numerada, el juego sigue el regreso de Travis Touchdown a Santa Destroy, ya que debe defender el mundo de una invasión alienígena de un ejército increíblemente poderoso liderado por un príncipe galáctico y sus diez asesinos. El juego fue lanzado mundialmente el 27 de agosto de 2021.

## Jugabilidad
No More Heroes III es un videojuego de acción y aventura en tercera persona en el que el jugador asume el papel del asesino profesional Travis Touchdown. El juego marca un regreso al formato de mundo abierto de la serie visto por última vez en el primer juego, y ve al jugador explorar un archipiélago metropolitano creado por el hombre, asumiendo varias actividades paralelas como minijuegos de trabajo a tiempo parcial y misiones de asesinato. A diferencia de los juegos anteriores, el mundo abierto se divide en cinco islas únicas, una de las cuales incluye la ciudad ficticia básica de la serie, "Santa Destroy". El jugador puede atravesar y recorrer las islas con la nueva motocicleta modificada de Travis; el "Demzamtiger", aunque el viaje entre objetivos también puede acelerarse mediante un sistema de viaje rápido. Para progresar en el juego, el jugador debe acumular suficiente dinero de las misiones para pagar una tarifa de entrada a una batalla igualada. Luego, el jugador debe luchar a través de niveles con varios enemigos y obstáculos, que culminan en una batalla de jefes única al final.
El combate se desarrolla como un juego de hack and slash en tiempo real. Al igual que en los juegos anteriores de la línea principal, el combate se centra predominantemente en la firma "Beam Katana" de Travis; una espada con una hoja compuesta de energía. El jugador puede realizar varios combos ligeros y pesados con la espada. Los golpes exitosos potencian el "indicador de éxtasis" del jugador, mientras que recibir daño lo agota, recompensando la capacidad del jugador para realizar daños indiscutibles y proporcionando varios beneficios. Cuando la salud de un enemigo se ha agotado lo suficiente, el jugador recibe un aviso direccional para ejecutar un "Golpe mortal"; un ataque imparable de gran alcance que inflige un gran daño a los enemigos adyacentes. Tras ejecuciones exitosas de enemigos, el jugador activa el "Slash Reel"; una máquina tragamonedas que ofrece la posibilidad aleatoria de obtener un bono de moneda o un potenciador. A veces, el jugador puede bloquear espadas con enemigos cuerpo a cuerpo, sobre los cuales debe realizar movimientos de rotación para contrarrestar al enemigo. El Beam Katana funciona con la energía representada por una batería que se agota durante los ataques, cuando está completamente agotada, el jugador queda vulnerable y debe recargarla manualmente. El jugador también puede realizar una variedad de técnicas de lucha profesional en enemigos para romper su guardia, y también puede realizar maniobras de bloqueo y esquiva; incluida una técnica de paso lateral que regresa de títulos anteriores que, si se sincroniza correctamente, hace que los enemigos entren en un estado de cámara lenta, dejándolos susceptibles a una ráfaga de ataques. Si el jugador cae en la batalla, se le da una posibilidad aleatoria de un aumento de estadísticas al volver a intentarlo.
Las nuevas incorporaciones a las mecánicas de combate básicas de la serie incluyen el "Guante de la Muerte", transferido de Travis Strikes Again: No More Heroes. El Death Glove permite al jugador realizar un dropkick de teletransportación y puede equiparse con tres habilidades únicas adicionales que pueden ayudar en el combate, que pueden ir desde lanzamientos psicoquinéticos hasta la instalación de torretas que disparan automáticamente proyectiles a los enemigos. Todas las habilidades funcionan con un temporizador de enfriamiento. Si el jugador saca un premio mayor en el Slash Reel, representado por triples sietes, el jugador puede activar el modo "Full Armor", que aumenta las opciones de ataque del jugador y le permite disparar proyectiles.
El jugador puede regresar a su habitación de motel entre misiones para mejorar varias estadísticas, como su salud y armamento, que en comparación con las entradas anteriores, ahora utiliza una forma única de moneda. Las piezas de desecho derivadas de las misiones de batalla se pueden usar en el motel para construir nuevos chips de Death Glove, y el jugador también puede pedir artículos consumibles en forma de sushi que brindan a los jugadores aumentos de estadísticas en la batalla, como reducir el tiempo de enfriamiento del Death Glove. Desde la habitación del motel, el jugador también puede jugar minijuegos con el gato de Travis, personalizar su atuendo portátil, participar en una sala de tutoriales de combate o usar una máquina del tiempo para volver a visitar a jefes pasados.

## Sinopsis
Ocho años antes del comienzo de la serie, un niño llamado Damon Ricotello va al bosque por la noche para lanzar un cohete improvisado cuando se encuentra con una pequeña larva alienígena herida llamada Jess Baptiste VI, o más comúnmente conocida como FU (pronunciada "Foo"). ). Damon decide hacerse cargo de FU mientras lo esconde de los agentes del gobierno que también lo están investigando. Mientras buscan una manera de devolver a FU a su planeta, Damon y FU se convierten en mejores amigos, formando una fuerte conexión. Después de descubrir una pieza de tecnología alienígena en el lugar del accidente de FU, Damon está imbuido de poderes alienígenas y ayuda a FU a construir una nave espacial. Se despiden y FU se marcha, prometiendo volver en 20 años.
Veinte años después (nueve años después de los eventos de No More Heroes 2 y dos años después de los eventos de Travis Strikes Again), un Damon adulto es ahora el CEO de Utopinia, una empresa de renovación urbana, que utiliza las habilidades y la tecnología alienígenas de FU para convertirse en un poderoso magnate de los negocios. Una enorme nave espacial aparece sobre la sede de Damon, con un FU adulto y un grupo de extraterrestres descendiendo desde arriba. FU le revela a Damon que después de regresar a su mundo natal y convertirse en príncipe, fue exiliado a una prisión intergaláctica por destruir un planeta vecino por aburrimiento, donde eventualmente se encontraría con su séquito acompañante. Él anuncia su intención de unirse a Damon para apoderarse de la Tierra, empleando la tendencia popular del superheroísmo como su medio de dominación mundial. Travis Touchdown, el ex asesino mejor clasificado que había regresado a Santa Destroy tras años de exilio autoimpuesto, es testigo de la invasión y decide escalar en el Ranking de Superhéroes Galácticos para derrotar a los alienígenas y salvar el mundo.

## Desarrollo

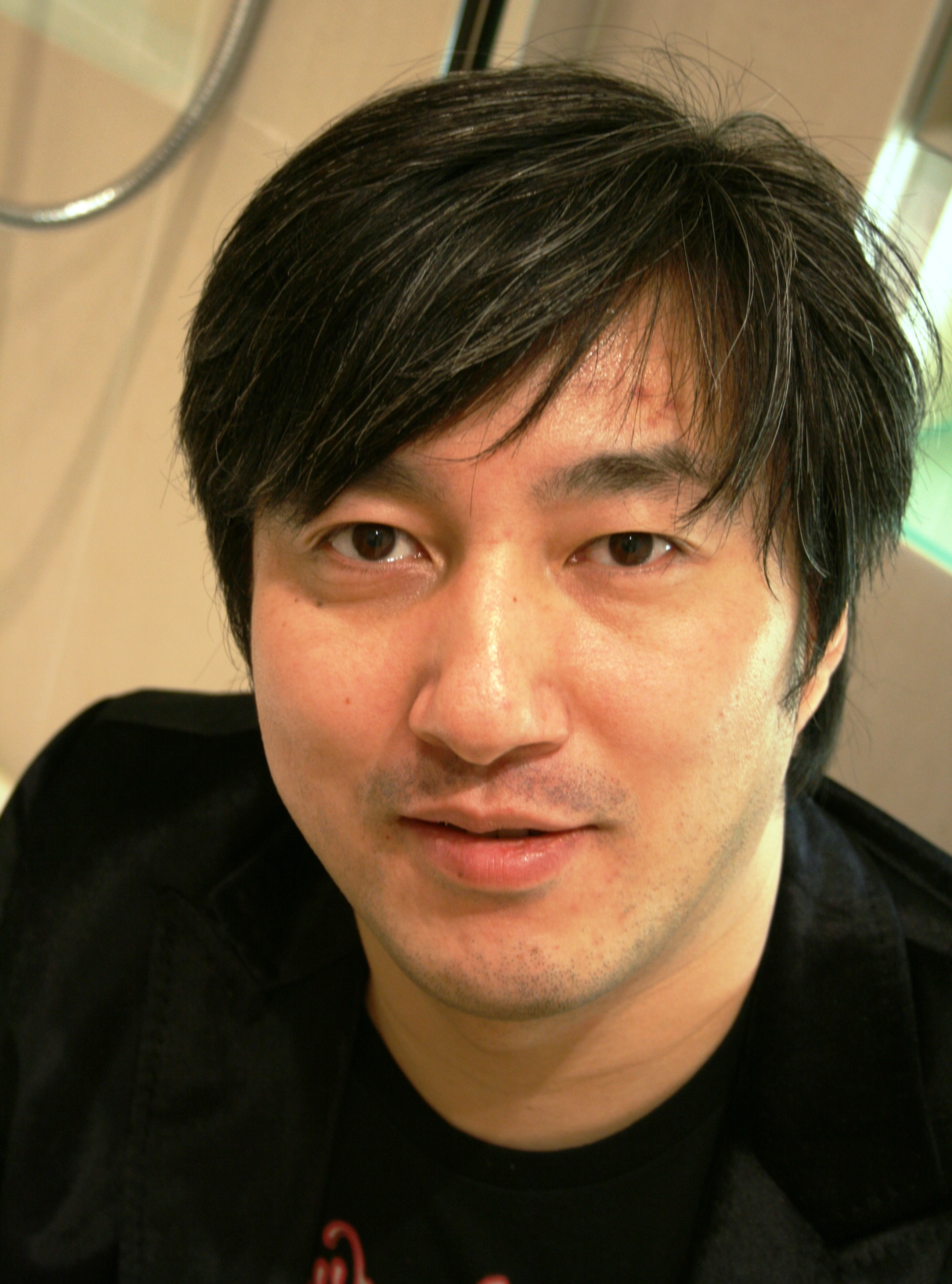
No More Heroes III y Travis Strikes Again: No More Heroes marcan el regreso de Goichi Suda al papel de diseñador y director de juegos en más de una década.

Antes del desarrollo, Grasshopper Manufacture desarrolló y lanzó Travis Strikes Again: No More Heroes, que fue el primer título de Goichi Suda en un papel de director desde el juego original No More Heroes. Si bien el título se creó en parte como un tributo a los juegos independientes, Suda había expresado intenciones a largo plazo de que el título fuera un trampolín en el camino hacia una entrada numerada adecuada. El final de Travis Strikes Again: No More Heroes incluyó una parte jugable donde Travis fue controlado en tercera persona, de manera similar a los títulos anteriores de No More Heroes, con un comentario de Travis sugiriendo que el desarrollo de una secuela principal había comenzado correctamente. Suda explicó en una entrevista posterior al lanzamiento del juego que el segmento jugable era un prototipo que usaban en el desarrollo, y que la intención detrás de su inclusión era evocar un sentimiento similar que los espectadores obtienen de los teasers posteriores a los créditos en las películas de Marvel Cinematic Universe. Suda también confirmó que asistiría al E3 y sugirió que haría un anuncio en el evento mismo.
Suda había explicado previamente que los enemigos a los que se enfrentaría Travis en el juego serían amenazas de "escala de los Vengadores", utilizando al supervillano recurrente Thanos como punto de comparación. También señaló que el "Death Glove" de Travis de Travis Strikes Again: No More Heroes haría un regreso, en un intento por hacer que el conjunto de habilidades de Travis sea más distinto como protagonista de un videojuego, y que las habilidades que acumuló a lo largo del juego. En el tráiler de la revelación, Travis usa el Death Glove para ponerse una armadura motorizada, utilizando el eslogan característico de Kamen Rider. Travis vuelve a ser interpretado por Robin Atkin Downes, mientras que Paula Tiso vuelve a interpretar su papel de su esposa, Sylvia Christel, que ha abandonado el mundo de los asesinos y ahora es una celebridad e influenciadora de Internet. En el momento de la revelación, Suda no confirmó si el pilar principal de la serie, Shinobu Jacobs, regresaría, aunque enfatizó que quería que Kimberly Brooks repitiera el papel en caso de que lo haga. Suda confirmó más tarde que Kimmy Howell de No More Heroes 2: Desperate Struggle regresaría y había sido rediseñado por Ōkami y la diseñadora de personajes de Bayonetta, Mari Shimazaki. También se confirmó que el personaje jefe recurrente de la serie, Destroyman, regresaría en múltiples variaciones, diseñadas por Skan Srisuwan de Studio HIVE. Por otro lado, se reveló que el personaje jefe recurrente de la serie, Destroyman, regresaría en múltiples variaciones, diseñadas por Skan Srisuwan de Studio HIVE. El hermano gemelo y rival de Travis, Henry Cooldown, aparece en el juego rediseñado por The Silver Case y el ilustrador de Flower, Sun y Rain, Takashi Miyamoto, con la voz de Mark Allan Stewart; habiendo sido refundido después de haber sido interpretado previamente por Quinton Flynn. 
Kamui Uehara de The 25th Ward: The Silver Case y Travis Strikes Again aparece en el juego como NT Kamui, rediseñado por el escritor e ilustrador de Goodnight Punpun, Inio Asano. Asano, que había conocido al diseñador de personajes principal de la serie, Yūsuke Kozaki, en la boda de su hermana, había expresado interés en trabajar en videojuegos y Kozaki le ofreció un papel de diseñador invitado para No More Heroes III.
El desarrollo del título comenzó en el momento de la finalización de Travis Strikes Again: No More Heroes, con el equipo central de ese juego en transición a No More Heroes III, junto con la contratación de talento externo y ex personal de Grasshopper Manufacture, completando el desarrollo. equipo de aproximadamente 100 personas. Unreal Engine 4 se está utilizando una vez más como motor de desarrollo. Suda asumirá el papel de director, escritor y diseñador, con Ren Yamazaki y Nobutaka Ichiki, codirector de Travis Strikes Again: No More Heroes y director principal de No More Heroes 2: Desperate Struggle respectivamente, regresando a la franquicia como co -directores. Si bien confirma que el juego se podrá jugar en un controlador regular, Suda ha declarado que el juego está siendo diseñado en gran medida en torno a las capacidades de Joy-Con, tanto dentro como fuera del combate. También confirmó que se esperaba que el mundo abierto, que estuvo ausente en No More Heroes 2: Desperate Struggle, regresara, junto con las actividades paralelas.
En noviembre de 2019, se estimaba que el juego estaba completo entre un 35% y un 45%. Al detallar el mundo abierto, Suda enfatizó que el tamaño del mundo abierto sería modesto en comparación con las producciones de estudios de mayor escala como Ubisoft y Rockstar Games, aunque también confirmó que si bien el presupuesto del juego no es el más grande, un juego de Grasshopper Manufacture. ha tenido, es el mayor juego de No More Heroes en términos de alcance y diseño. Suda también expresó sus intenciones de proporcionar actividades secundarias adicionales que serían "más grandes y diferentes que su minijuego estándar". En comparación con Travis Strikes Again: No More Heroes, que fue diseñado principalmente en torno a Suda que desea conmemorar los juegos independientes y la historia de Grasshopper Manufacture. El equipo de desarrollo diseñó No More Heroes III en gran medida en función de los comentarios de los fanáticos y lo que creen que los fanáticos buscan en un juego de No More Heroes.

### Música
La banda sonora del juego está escrita y producida por Nobuaki Kaneko, baterista de la banda japonesa de metal alternativo Rize. Si bien había tenido experiencia en la composición de música para películas antes, No More Heroes III es la primera vez que hace música para un videojuego y describió la experiencia como que requiere una mentalidad diferente, tener que enfatizar la tensión constante y asegurarse de que las pistas se puedan reproducir. El proceso implicaría enviar a Suda una variedad de pistas diferentes y dejarle decidir si son adecuadas para alguno de los momentos específicos del juego. La experiencia de hacer música para el juego inspiró a Kaneko a crear su propia banda; Orca roja. El sencillo debut de la banda, "Orca Force", que se lanzó en octubre de 2019, se hizo originalmente para No More Heroes III, y una versión alternativa de la pista llamada "Dead Orca Force" aparece en el juego como una pista de jefe. Kazuhiro Abo, compositor principal de Travis Strikes Again: No More Heroes, también está proporcionando contribuciones musicales adicionales para el juego.

### Promoción y lanzamiento
No More Heroes III se anunció en el E3 2019 como parte de la presentación del Nintendo Direct, con un avance de revelación de Travis luchando contra invasores alienígenas. Antes de la revelación, Suda aconsejó a la gente que sintonizara el E3, tuiteando el arte conceptual de FU y nuevas versiones de la insignia de Santa Destroy, una que sirvió como homenaje al álbum de Joy Division Unknown Pleasures. Un nuevo tráiler de la historia, que comenzó como un título falso llamado Goddamn Superhero, se estrenó en The Game Awards 2019, con la coproducción CG de los estudios de animación Shirogumi y Kamikaze Douga. Similar a Travis Strikes Again: No More Heroes, Nintendo distribuirá copias físicas en las regiones de NA y PAL. Durante el evento 2020 New Game Plus Expo, Suda presentó con humor nuevas imágenes de combate de juego de No More Heroes III parcialmente oscurecidas por su cuerpo superpuesto dando una entrevista simulada no relacionada con el próximo título, discutiendo sus planes de jugar otros juegos de Nintendo Switch durante el COVID-19 y la cuarentena pandémica.
El 9 de septiembre de 2020, el juego se retrasó hasta 2021 debido a la pandemia de COVID-19. Se anunció que Darick Robertson, el ilustrador más conocido por cómics como The Boys y Transmetropolitan, proporcionará ilustraciones para promover el juego, incluida la portada del juego. No More Heroes III encabezó el Nintendo Direct Mini Partners Showcase el 28 de octubre de 2020, que mostró una representación clara del juego, además de confirmar el regreso de Badman de Travis Strikes Again: No More Heroes y Shinobu Jacobs. El tráiler fue seguido por el anuncio de los puertos de No More Heroes y No More Heroes 2: Desperate Struggle que se lanzarían el mismo día para Nintendo Switch.
El juego apareció en el escaparate del Nintendo Direct de febrero de 2021, mostrando nuevas imágenes de jefes y el regreso de misiones secundarias, además de confirmar la fecha de lanzamiento del juego. En este momento, se confirmó una selección del elenco principal y los actores de voz del juego, incluido el regreso de Bad Girl y Henry Cooldown. Marvelous, que está publicando el juego en Japón, anunció un evento de transmisión en vivo dedicado a No More Heroes III para el 8 de abril de 2021, organizado por Suda, Mafia Kajita y Shishiro Botan de Hololive. Varias misiones secundarias, lugares y escenas de corte se vieron de antemano durante el evento, y se estrenó un nuevo tráiler de resumen de la serie que resumió la historia y mostró el juego actualizado. También se anunció una "Trilogía de Killion Dollar" exclusiva de Japón que incluye los tres juegos de No More Heroes con arte de empaque de Yusuke Kozaki, el sitio web japonés se actualizó para presentar nuevos detalles de juego y se confirmaron bonificaciones de compra exclusivas de minoristas, incluida la exclusiva en diseños de camisetas de juegos. Durante el E3 2021, el juego se demostró en vivo por primera vez utilizando una versión inicial del juego en un segmento de 25 minutos como parte de la presentación Treehouse de Nintendo. La demostración mostró múltiples partes del juego, incluido el combate con enemigos regulares, jugar con el gato de Travis, Jeane, mejoras y una pelea de jefe con Gold Joe. En el juego también se anunciaron camisetas que utilizan datos guardados de entradas anteriores.

## Recepción
No More Heroes III recibió críticas muy positivas en Metacritic.